# 1-ше тисячоліття до н. е.
Перше тисячоліття до н. е. (I) — часовий проміжок з 1000 до 1 року до н. е.
Середина тисячоліття, період із шостого до другого століття до народження Христа знаменний розквітом філософської думки та зародженням наук одночасно в трьох цивілізаціях. В цей час зародилися релігії, що залишаються актуальними і в наш час: конфуціанство та даосизм у Китаї, брахманізм, індуїзм та буддизм в Індії.
З ходом тисячоліття населення Землі збільшується, сягаючи від 170 до 400 мільйонів людей. Цифри різні залежно від методу оцінювання.

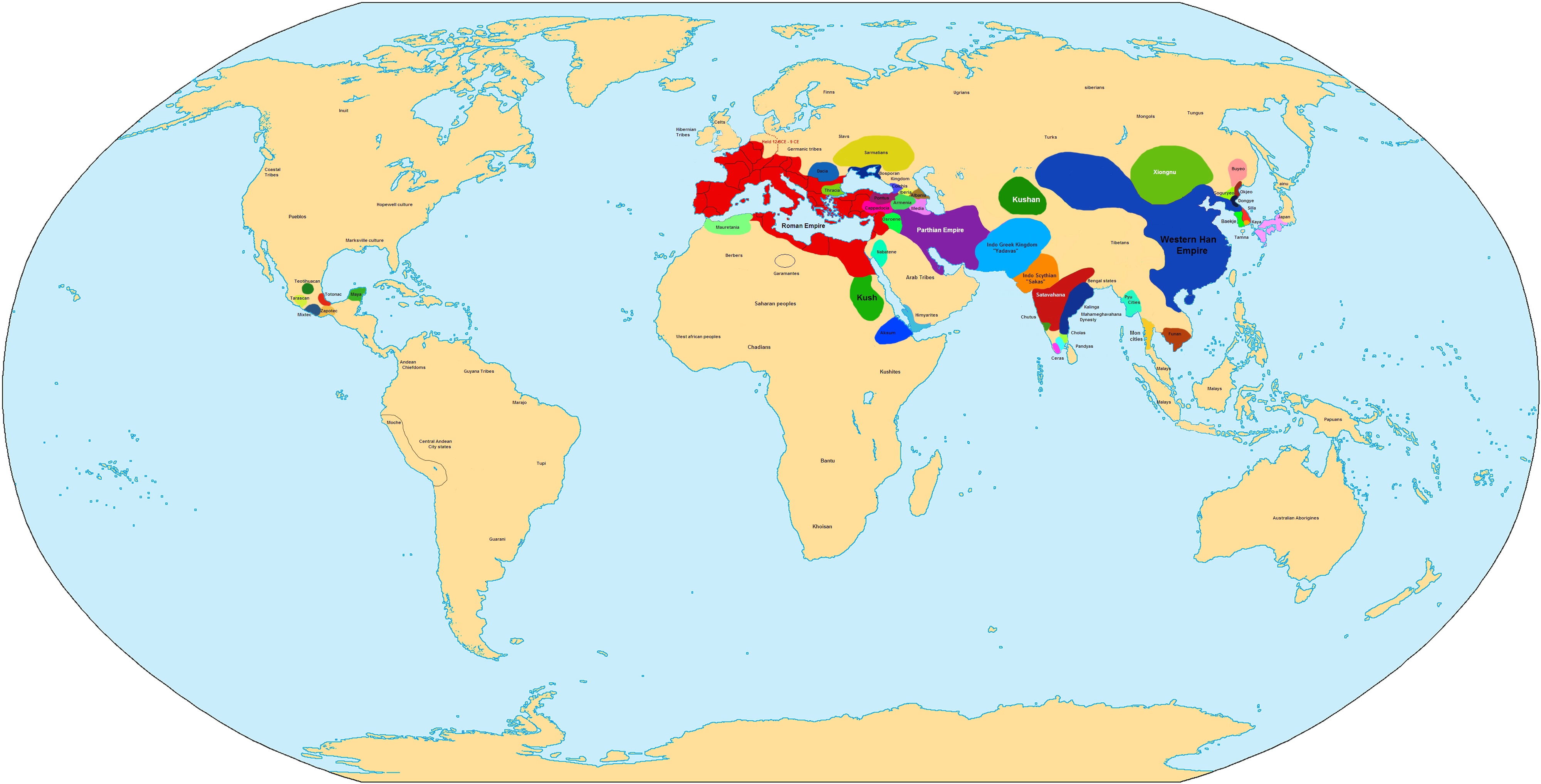
Карта світу в 1 році нашої ери, відразу після завершення 1 тисячоліття до нашої ери

## Події
- Залізна доба в Західній Європі;
- Стародавній Єгипет згасає як провідна держава;
- Написано Танах;
- Засновано Єреван (782 до н. е.);
- Засновано Рим (753 до н. е.);
- Будда Гаутама заснував буддизм (VI століття до н. е.);
- Магавіра заснував джайнізм (VI століття до н. е.);
- Кір II Великий завоював Вавилон та створив Перську імперію (VI століття до н. е.);
- Засновано Римську республіку;
- Дарій I Великий максимально розширив Перську імперію, яка простяглася від Греції на заході до Єгипту на півдні та Пакистану на сході (V століття до н. е.);
- Пелопоннесская війна між Спартою та Афінами.
- Давньогрецька культура поширюється в Середземномор'ї;
- Александр Македонський завойовує Перську імперію (IV століття до н. е.);
- Чандрагупта Маур'я заснував Імперію Маур'їв (IV століття до н. е.);
- Ашока Великий максимально розширює Імперію Маур'їв після завоювання більшої частини Індостану та Афганістану (III століття до н. е.);
- Три Пунічні війни між Римом та Карфагеном. Руйнування Карфагена;
- Китай об'єднується за династії Цинь (III століття до н. е..);
- Тигран Великий завойовує Парфію та Передню Азію;
- Кельти вторгаються в Західну Європу;
- Початок цивілізації Мая;
- Римська республіка трансформується в Римську імперію (I століття до н. е.);
- Народження Ісуса Христа.

## Важливі особи
- Давид (цар Юдеї та Ізраїлю);
- Гомер, давньогрецький поет;
- Соломон (цар Юдеї та Ізраїлю);
- Заратустра, засновник зороастризму;
- Магавіра, засновник джайнізму (VI століття до н. е.);
- Сіддгартха Ґаутама, індійський князь, засновник буддизму (VI століття до н. е.);
- Лао-Цзи, китайський філософ та засновник даосизму (VI століття до н. е.);
- Конфуцій, китайський філософ (VI століття до н. е.);
- Кир II Великий, засновник Перської імперії (VI століття до н. е..);
- Дарій I Великий, правитель Перської імперії (V століття до н. е..);
- Ісая, давньоєврейський пророк;
- Єремія, давньоєврейський пророк;
- Єзекіїль, давньоєврейський пророк;
- Перикл, афінський державний діяч;
- Сократ, давньогрецький філософ;
- Платон, давньогрецький філософ;
- Аристотель, давньогрецький філософ;
- Александр Македонський, македонський завойовник (IV століття до н. е.);
- Чандрагупта Маур'я, засновник Імперії Маур'їв (IV століття до н. е.);
- Арташес I, цар Великої Вірменії, засновник династії Арташесідов;
- Ашока Великий, правитель Імперії Маур'їв (III століття до н. е.);
- Пінгала, індійський математик, винахідник двійкової системи числення та поняття нуль;
- Цінь Ши Хуан-ді, перший імператор Китаю (III століття до н. е.);
- Евклід, олександрійський математик;
- Архімед, давньогрецький вчений;
- Тигран Великий, вірменський імператор;
- Луцій Корнелій Сулла, давньоримський полководець та політик;
- Марк Туллій Цицерон, давньоримський оратор, філософ та політик;
- Гай Юлій Цезар, давньоримський полководець та політик (I століття до н. е.);
- Октавіан Август, давньоримський політик, перший імператор (принцепс) Римської імперії;
- Публій Вергілій Марон, давньоримський поет.
- Піфагор, давньогрецький філософ.
- Фалес Мілетський, давньогрецький філософ досократського періоду, математик, астроном, засновник іонійської школи натурфілософії.
- Анаксагор, давньогрецький філософ досократського періоду, математик, астроном.
- Гіппас Метапонтський, піфагорієць.
- Гіппократ Хіоський, давньогрецький математик і астроном.
- Демокріт, давньогрецький філософ-матеріаліст.
- Архіт Тарентський, давньогрецький математик і астроном.
- Аристарх Самоський, давньогрецький астроном.
- Ератосфен, давньогрецький вчений і письменник.
- Гіппарх, давньогрецький астроном.

## Винаходи, відкриття
- Широке поширення заліза;
- У 1-му тисячолітті до н. е. кельти для збільшення міцності коліс своїх колісниць стали застосовувати металевий обід.
- Відкрито закон Архімеда;
- Розвиток геометрії;
- Доведено теорема Піфагора;
- Ератосфен довів, що Земля має сферичну форму та виміряв її діаметр;
- Фінікійці поширюють алфавіт у Середземномор'ї;
- Створено багато філософських шкіл.